# Nuottisaari (ö i Norra Österbotten, Nivala-Haapajärvi, lat 63,73, long 25,34)
Nuottisaari är en ö i Finland. Den ligger i sjön Ylipäänjärvi och i kommunen Haapajärvi i den ekonomiska regionen  Nivala-Haapajärvi ekonomiska region  och landskapet Norra Österbotten, i den centrala delen av landet, 400 km norr om huvudstaden Helsingfors. Öns area är 0,2 hektar och dess största längd är 80 meter i sydväst-nordöstlig riktning.